# Naná Vasconcelos
Juvenal de Holanda Vasconcelos, más conocido como Naná Vasconcelos (Recife, 2 de agosto de 1944- Ib., 9 de marzo de 2016), fue un músico percusionista brasileño, especialista en el birimbao. Además de contar con más de 25 álbumes como solista, fue notable por sus colaboraciones con artistas de fusión como Pat Metheny, Don Cherry, Egberto Gismonti, Gato Barbieri Jan Garbarek, Jean-Luc Ponty, John Zorn, Ralph Towner y Milton Nascimento, entre muchos otros.

## Biografía
Juvenal de Holanda Vasconcelos nació el 2 de agosto de 1944 en Recife. Fue apodado «Naná» por su abuela. Tuvo una niñez humilde. Creció con la música en casa: allí puso sus manos por primera vez en un tambor y allí asistía a los ensayos de su padre. Con 14 años ya era baterista en una orquesta profesional. Tocaba en bailes, con una autorización del juez de menores, pero no podía bajar del escenario.
En 1968 se mudó a Río de Janeiro, donde grabó dos LP con Milton Nascimento. Tocaba con él cuando en la década de 1970 junto al saxofonista argentino Gato Barbieri viajó a grabar a Nueva York y luego a Europa. Vivió cinco años en París, tiempo en el cual grabó su primer álbum, Africadeus, entre otros.
Formó entre los años 1978 y 1982 el trío Codona, con el trompetista de jazz Don Cherry y el también percusionista Colin Walcott. Lanzaron tres discos publicados por el sello alemán ECM en el que también realizó una importante carrera solista. También grabó a dúo con el pianista y guitarrista Egberto Gismonti, el álbum Dança das Cabeças. Los sonidos característicos que hacía con la boca pueden encontrarse en grabaciones del Pat Metheny Group, (del que formó parte un tiempo), Talking Heads, B. B. King, Jan Garbarek, Jean-Luc Ponty, Jack DeJohnette, Trilok Gurtu y Arto Lindsay. Actuó como percusionista al lado de diversos músicos de peso como Jon Hassell, John Zorn, y Ralph Towner, entre otros. Y su nombre aparece en bandas sonoras de películas como Desperately Seeking Susan, de Susan Seidelman, Down by Law, de Jim Jarmusch, o Amazon, de Mika Kaurismäki. Un estudiante de música estadounidense lo contactó y le dijo que tenía una lista de más de ochocientos discos en los que Vasconcelos había participado.

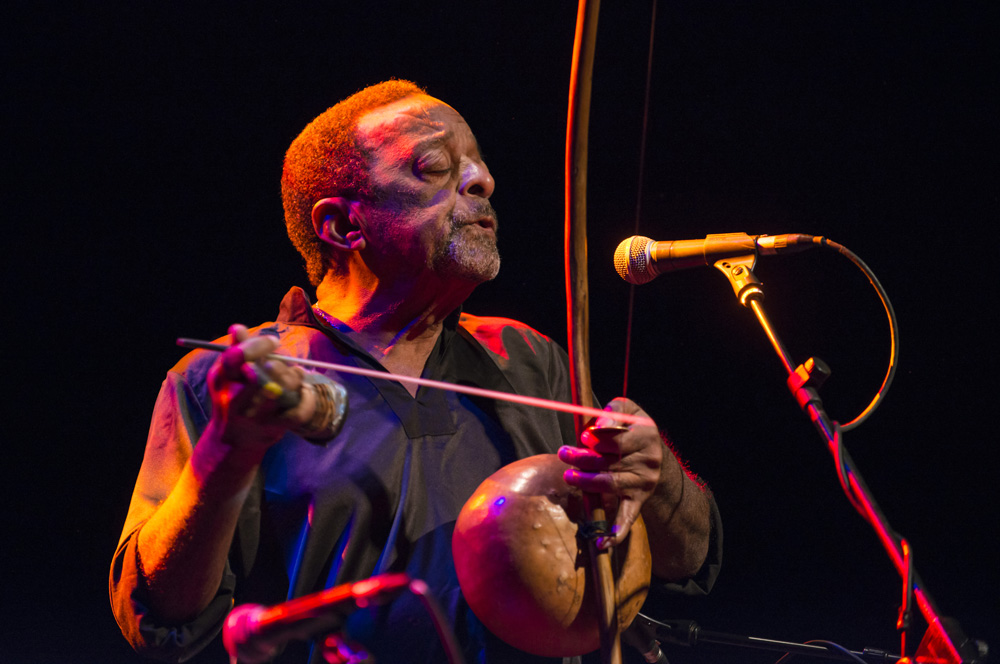
Naná Vaconcelos durante su última actuación en Chile, el 10 de junio de 2015, en el Teatro NESCAFÉ de las Artes.

Desde María Bethânia, Joyce o Marisa Monte hasta Caetano Veloso y Gilberto Gil contaron con él en Brasil. Junto a Gil, fue director artístico de las primeras ediciones del Percpan (Panorama Percussivo Mundial), festival ideado en Bahía por la antropóloga Beth Cayres. También dirigió en la ciudad colonial de Olinda el proyecto ABC das Artes «Flor do Mangue» con niños que están en la calle, como una forma de incentivar la educación y la cultura. Lo financiaba con dinero ganado en sus conciertos por Europa.
Su trabajo lo hizo merecedor de ocho premios Grammy. Revistas musicales de Estados Unidos como Down Beat, la más prestigiosa del jazz, lo eligieron mejor percusionista del año en varias ocasiones. Si bien tocaba todo tipo de instrumentos de percusión, lo que más impresionaba era su gran dominio del birimbao, talento que lo hizo conocido en los años 1960. Aseguraba que lo que él hacía con el birimbao de la capoeira, tocado como instrumento solista, venía de haber escuchado a Jimi Hendrix.
En la mañana del miércoles 9 de marzo de 2016, falleció en un hospital de Recife a los 71 años de edad. Estaba internado desde hacía diez días a consecuencia de un cáncer de pulmón que le diagnosticaron en septiembre de 2015. Un mes antes de su muerte había participado por decimotercera vez en la apertura del carnaval de Recife, dirigiendo el tradicional maracatu pernambucano al frente de 400 percusionistas.

## Discografía
- Trilhas (2006)
- Chegada (2005)
- Isso vai dar repercussão - Elo Music/Boitatá (2004) con Itamar Assumpção
- No tempo da bossa nova (1997)
- Storytelling (1995)
- If you look far enough (1993)
- Lester (1990)
- Vernal equinox (1990)
- Rain dance (1989)
- Bush dance (1986)
- Duas vozes (1984)
- Zumbi (1983)
- Codona vol 3 (1983)
- Codona vol 2 (1982)
- Codona vol 1 (1979)
- Saudades (1979)
- Kundalini (1978)
- Sol do meio-dia (1977)
- Dança das Cabeças (1976)
- Amazonas (1973)
- Africadeus (1972)